# أنجيلا ميتشيل
أنجيلا ميتشيل (بالإنجليزية: Angela Mitchell)‏ هي لاعبة كرة الشبكة نيوزيلندية، ولدت في 14 سبتمبر 1977 في كرايستشرش في نيوزيلندا.